# Aサイン

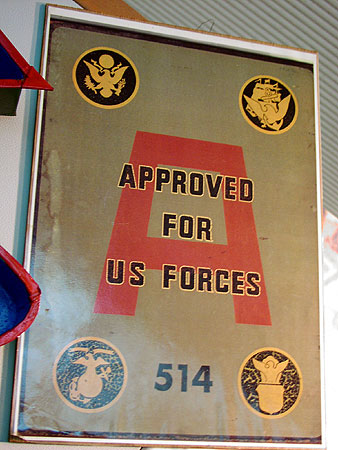
Aサインの許可証

Aサイン（英語: A Sign）は、本土復帰前の沖縄で米軍が公認する飲食店や風俗店に与えた営業許可証。
1953年11月に制度が発足し、米軍風紀取締委員会による衛生基準に合格した業者に与えられた。「A」は「Approved（許可済）」の頭文字で、公認店舗は許可証か「A」サインを店頭に掲げて営業した。沖縄の風俗店や飲食店が米軍要員及びその家族の健康と福祉に脅威を与えないために、一定の衛生及び建築の基準に適合基準を設けることを目的とした。米軍はおもに、島内飲食店の衛生水準及び風俗店を介した性病感染を懸念した。Aサインは、保健所から日本の食品衛生法による許可を受けたのちに米軍の審査を経て発行された。米軍人と米軍属は、Aサインを掲示する営業施設以外で飲食を禁じられ、Aサイン店で食中毒の発生や性病が多発すると立ち入りが禁止された。Aサイン制度により飲食店などの衛生基準が著しく向上した。
1958年に権限を琉球政府へ移譲し、1962年に再度米軍に移管した。1963年に新基準へ移行してAサイン店舗数は大幅に減少した。衛生基準は、コンクリート造り店舗など多額の設備投資を要求し、従業員に毎週1回検査を課すなど厳格であった。
1967年に米軍四軍合同の軍医で組織された琉球米軍合同医療委員会は、おもに性病感染防止の観点からAサイン制度が有効に機能していないと指摘して廃止を勧告した。在琉米軍は廃止勧告を支持し、琉球政府の厚生局と公安局は廃止に強く反対した。沖縄返還直前の1972年4月15日に廃止された。現在も許可証を掲示する飲食店がある。
「Aサイン」は米軍基地外に適用され、基地に納入される食料品の衛生基準として別途「軍販売免許」が存在した。沖縄冷凍乳菓株式会社やベストソーダ合資会社などが「軍販売1級免許」を受け、一般販売商品に1級免許を表示した製品があった。

## 業種の区別
業種毎に「A」の文字色を定めた。
- 赤表示：レストラン
- 青表示：キャバレーやバー
- 黒表示：加工食品